# ATP Challenger Tour
Els ATP Challenger Tour, coneguts fins al 2008 com a ATP Challenger Series, són una sèrie de torneigs de tennis de l'Associació de Tennistes Professionals (ATP). Corresponen a la categoria de menor rang dins dels torneigs organitzats per l'ATP. En general, serveixen perquè els jugadors emergents sumin punts per a intentar arribar a les fases classificatòries de torneigs més importants. Generalment, en els circuits de Challengers, participen jugadors de rànquing inferior al lloc 70 i reparteixen entre 50 i 150 mil dòlars en premis. Normalment també se'ls hi dona allotjament i dietes.
En ser un torneig de categoria menor, existeixen restriccions pels jugadors de major rànquing:
- Cap jugador entre els llocs de l'1 al 10, 21 dies abans de l'inici d'un challenger, pot participar en un.
- Els jugadors entre els llocs de l'11 al 50, 21 dies abans de l'inici del torneig challenger, només pot participar mitjançant una invitació o wild card donada pel torneig i acceptada per l'ATP.
- Els jugadors del lloc 11 al 50, 21 dies abans de l'inici del torneig challenger, no poden rebre invitació a challengers que ofereixin menys de $50.000 en premis.

Hi ha torneigs coneguts com "Súper challengers" que tenen un estatus especial i no tenen restriccions de participació per a jugadors fora del top 10. Es juguen durant la segona setmana dels torneigs grans que la durada és de dues setmanes (els Grand Slam i els Masters Series d'Indian Wells i Miami) i en ells acostumen a participar jugadors eliminats en les primeres rondos d'aquests grans. Per aquesta raó, aquests challengers acostumen a presentar un quadre de jugadors notablement millor situats a la lista ATP del que és normal en un challenger, a vegades millors que en molts torneigs de l'ATP International Series.

## Tretorn Serie +
El febrer de 2007, Tretorn es va convertir en la pilota oficial de la Serie Challenger, i el patrocinador d'una nova sèrie composta pels torneigs Challenger, amb un premi de $100,000 o més.